# Samsung S8600 Wave 3
S8600 (znany także jako Wave 3) – smartfon firmy Samsung zaprezentowany w sierpniu 2011 jako sztandarowy model serii Wave i następca telefonu Wave II S8530.

## Opis
Wave 3 posiada jednordzeniowy procesor Qualcomm Snapdragon S2 taktowany zegarem 1.4 GHz, 4.0" ekran SuperAMOLED o rozdzielczości 480x800 pikseli, a także 3 GB pamięci wewnętrznej. Telefon wyposażono w dwa aparaty – tylny (5 MPx z lampą LED) oraz przedni (0.3 MPx). Bateria znajdująca się w Wave 3 ma pojemność 1500 mAh. Tak jak w przypadku innych urządzeń z serii Wave, Samsung wyposażył S8600 w swój system Bada OS w wersji 2.0 z nakładką TouchWiz.